# 野間児童文芸賞
野間児童文芸賞（のまじどうぶんげいしょう）は、講談社初代社長、野間清治の遺志により設立された財団法人野間文化財団が1963年から設けた文学賞で、野間三賞のうちの一つ。児童向けの文学やノンフィクションを対象としている。受賞者には正賞としてブロンズ像、副賞として200万円が授与される。対象作品は前年8月1日から当年7月31日までの過去1年間に刊行されたもので11月に発表、12月に贈呈式が行われる。

## 受賞作一覧

### 第1回から第10回
- 第01回（1963年） - 石森延男 『バンのみやげ話』
- 第02回（1964年） - 松谷みよ子 『ちいさいモモちゃん』、庄野英二 『星の牧場』
- 第03回（1965年） - いぬいとみこ 『うみねこの空』
- 第04回（1966年） - 福田清人 『秋の目玉』
- 第05回（1967年） - 佐藤さとる 『おばあさんのひこうき』、香川茂 『セトロの海』
- 第06回（1968年） - まど・みちお 『てんぷらぴりぴり』
- 第07回（1969年） - 今西祐行 『浦上の旅人たち』、宮脇紀雄 『山のおんごく物語』
- 第08回（1970年） - 岩崎京子 『鯉のいる村』
- 第09回（1971年） - 土家由岐雄 『東京っ子物語』
- 第10回（1972年） - 北畠八穂 『鬼を飼うゴロ』

### 第11回から第20回
- 第11回（1973年） - 安藤美紀夫 『でんでんむしの競馬』、与田準一 『野ゆき山ゆき』
- 第12回（1974年） - 坪田譲治 『ねずみのいびき』
- 第13回（1975年） - 小出正吾 『ジンタの音』
- 第14回（1976年） - 野長瀬正夫 『小さなぼくの家』（詩集）
- 第15回（1977年） - 今江祥智 『兄貴』、生源寺美子 『雪ぼっこ物語』
- 第16回（1978年） - 川村たかし 『山へいく牛』
- 第17回（1979年） - 神沢利子 画・平山英三 『いないいないばあや』
- 第18回（1980年） - 長崎源之助 絵・赤坂三好 『忘れられた島へ』、阪田寛夫 『トラジイちゃんの冒険』
- 第19回（1981年） - 前川康男 絵・太田大八 『かわいそうな自動車の話』
- 第20回（1982年） - 安房直子 絵・味戸ケイコ 『遠い野ばらの村』

### 第21回から第30回
- 第21回（1983年） - 斎藤惇夫 画・薮内正幸 『ガンバとカワウソの冒険』
- 第22回（1984年） - 三木卓 絵・杉浦範茂 『ぽたぽた』、竹崎有斐 絵・小林与志 『にげだした兵隊』
- 第23回（1985年） - 角野栄子 画・林明子 『魔女の宅急便』
- 第24回（1986年） - 末吉暁子 絵・中地智 『ママの黄色い子象』
- 第25回（1987年） - 堀内純子 『ルビー色の旅』
- 第26回（1988年） - 谷川俊太郎 『はだか 谷川俊太郎詩集』
- 第27回（1989年） - 三輪裕子 絵・黒井健 『パパさんの庭』、あまんきみこ え・西巻茅子 『おっこちゃんとタンタンうさぎ』
- 第28回（1990年） - 大石真 絵・いしざきすみこ  『眠れない子』、村中李衣『おねいちゃん』
- 第29回（1991年） - 今村葦子 画・伊藤正道 『かがりちゃん』、森忠明 画・藤川秀之  『ホーン岬まで』
- 第30回（1992年） - 松谷みよ子 絵・伊勢英子 『アカネちゃんのなみだの海』、山下明生 絵・宇野亜喜良  『カモメの家』

### 第31回から第40回
- 第31回（1993年） - 山中恒 絵・堀田あきお  『とんでろじいちゃん』
- 第32回（1994年） - 後藤竜二 絵・田中槙子  『野心あらためず・日高見国伝』
- 第33回（1995年） - 岡田淳  『こそあどの森の物語 1・2・3』
- 第34回（1996年） - 森山京 絵・小田桐昭  『まねやのオイラ旅ねこ道中』
- 第35回（1997年） - あさのあつこ 絵・佐藤真紀子 『バッテリー』
- 第36回（1998年） - 森絵都  『つきのふね』
- 第37回（1999年） - たつみや章 絵・東逸子  『月神の統べる森で』
- 第38回（2000年） - 那須正幹 絵・前川かずお  『ズッコケ三人組のバック・トゥ・ザ・フューチャー』
- 第39回（2001年） - 花形みつる  『ぎりぎりトライアングル』
- 第40回（2002年） - 征矢清  『ガラスのうま』

### 第41回から第50回
- 第41回（2003年） - いとうひろし  『おさるのもり』
- 第42回（2004年） - 上橋菜穂子  『狐笛のかなた』
- 第43回（2005年） - 吉橋通夫 『なまくら』
- 第44回（2006年） - 八束澄子 『わたしの、好きな人』
- 第45回（2007年） - 椰月美智子 『しずかな日々』
- 第46回（2008年） - 工藤直子 『のはらうたＶ』
- 第47回（2009年） - なかがわちひろ 『かりんちゃんと十五人のおひなさま』
- 第48回（2010年） - 市川宣子 『きのうの夜、おとうさんがおそく帰った、そのわけは……』
- 第49回（2011年） - 富安陽子 『盆まねき』
- 第50回（2012年） - 石崎洋司 『世界の果ての魔女学校』

### 第51回から第60回
- 第51回（2013年） - 斉藤洋  『ルドルフとスノーホワイト』
- 第52回（2014年） - 岩瀬成子  『あたらしい子がきて』
- 第53回（2015年） - 村上しいこ  『うたうとは小さないのちひろいあげ』
- 第54回（2016年） - 柏葉幸子  『岬のマヨイガ』
- 第55回（2017年） - 山本悦子  『神隠しの教室』
- 第56回（2018年） - 安東みきえ  『満月の娘たち』
- 第57回（2019年） - 戸森しるこ  『ゆかいな床井くん』
- 第58回（2020年） - いとうみく  『朔（さく）と新（あき）』
- 第59回（2021年） - 高楼方子  『わたし、パリにいったの』
- 第60回（2022年） - 福田隆浩  『たぶんみんなは知らないこと』

### 第61回から
- 第61回（2023年） - 該当作なし / 特別賞：はやみねかおる[1]
- 第62回（2024年） - 長谷川まりる『杉森くんを殺すには』くもん出版[2]。

## 選考委員
- 第26-32回：井上ひさし、松谷みよ子、佐藤さとる、古田足日、三木卓
- 第33-34回：井上ひさし、松谷みよ子、佐藤さとる、神宮輝夫、三木卓、山中恒
- 第36回：井上ひさし、松谷みよ子、神宮輝夫、三木卓、山中恒、山下明生
- 第51回：あさのあつこ、石井直人、いとうひろし、松谷みよ子、山下明生
- 第52-59回：あさのあつこ、石井直人、いとうひろし、富安陽子、山下明生
- 第60-61回：あさのあつこ、いとうひろし、金原瑞人、富安陽子
- 第62回：いとうひろし、柏葉幸子、金原瑞人、富安陽子[3]